# Zhongshan (Dalian)
Zhongshan léase Zhong-Shán (en chino:中山区, pinyin:Zhōngshān Qū , literal:montaña central) es un distrito urbano bajo la administración directa de la Subprovincia de Dalian, capital provincial de Liaoning, República Popular China. El distrito yace al extremo sur de la Península de Liaodong con una altitud promedio de 250 m s. n. m., ubicada en el centro financiero de la ciudad. Su área total es de 40 km² y su población proyectada para 2010 fue de +300 mil habitantes.

## Administración
El distrito de Zhongshan se divide en 6 pueblos que se administran en subdistritos.
- Plaza de la Marina (海军广场街道)
- Renmin Road (人民路街道)
- Qingniwaqiao (青泥洼桥街道)
- Kuiying (葵英街道)
- Taoyuan (桃源街道)
- Laohutan (老虎滩街道)